# 2010年バンクーバーオリンピックの日本選手団
2010年バンクーバーオリンピックの日本選手団（2010ねんバンクーバーオリンピックのにほんせんしゅだん）は、2010年2月12日から2月28日まで（いずれも現地時間）の日程で開催された2010年バンクーバーオリンピックにおける日本選手団。選手名及び所属・記録は2010年当時のもの。

## 概要

### 選手団
人員：205人（選手94人、役員101人）
- 主将：岡部孝信（スキージャンプ）
- 開会式旗手：岡崎朋美（スピードスケート）
- 閉会式旗手：浅田真央（フィギュアスケート）[2]

### 公式行事
- 結団式・壮行会：1月18日（ザ・プリンスパークタワー東京）
- 解団式：3月1日（カナダ・バンクーバー）

## メダル獲得者
前回のトリノ大会を上回る計5個のメダルを獲得したが、金メダルは獲得できずに終わった。目標としていた長野大会と同数の10個には及ばなかった。

### 銀メダル
- 長島圭一郎（スピードスケート・男子500m）
- 浅田真央（フィギュアスケート・女子シングル）
- 日本（スピードスケート・女子パシュート団体／小平奈緒、穂積雅子、田畑真紀）

### 銅メダル
- 加藤条治（スピードスケート・男子500m）
- 髙橋大輔（フィギュアスケート・男子シングル）

## スキー

### アルペンスキー
役員
- 監督：片桐幹雄（福田屋商店）
- コーチ：児玉修（小賀坂スキー製作所）、ゲオルグ・ヘルリゲル（全日本スキー連盟）、伊佐早信昭（全日本スキー連盟）、長田新太郎（全日本スキー連盟）
- トレーナー：植野悟（植野鍼灸院）

男子
ともに回転に出場。皆川は夫婦で選手団入りした。
- 佐々木明（エムシ）
  - 回転18位（1分41秒76＝49秒41＋52秒35）
- 皆川賢太郎（竹村総合設備）
  - 回転途中棄権（1本目途中棄権）

### クロスカントリースキー
役員
- 監督：佐藤志郎（北野建設）
- コーチ：岡本英男（JR北海道）、山口寿（亜細亜大学スキー部OB会）、ファビオ・ギザフィー（全日本スキー連盟）
- トレーナー：ミカエル・ジョンソン（全日本スキー連盟）

全員がスプリント、チームスプリント、パシュートに出場。ほかに男子は15km、50kmに、女子は10km、30km、4×5kmリレーにもエントリー。
男子
- 恩田祐一（栄光ゼミナール）
  - スプリント17位（準々決勝敗退）（予選3分38秒49、準々決勝3分37秒9）
- 成瀬野生（英語版）（岐阜日野自動車）
  - 15kmフリー49位（36分01秒6）
  - 30kmパシュート39位（1時間22分11秒1）
  - 50kmクラシカル35位（2時間10分59秒2）
- チームスプリント（成瀬野生、恩田祐一）13位（予選敗退）（18分54秒8）

女子
- 石田正子（JR北海道）
  - 15kmパシュート20位（42分24秒3）
  - 30kmクラシカル5位（1時間31分56秒5）
- 柏原理子（早稲田大学）
  - 10kmフリー61位（28分32秒0）
- 夏見円（JR北海道）
  - スプリント27位（準々決勝敗退）（予選3分48秒48、準々決勝3分42秒6）
  - 30kmクラシカル31位（1時間37分35秒4）
- 福田修子（岐阜日野自動車）
  - 10kmフリー52位（27分47秒7）
- チームスプリント（福田修子、夏見円）13位（予選敗退）（19分51秒7）
- 4×5kmリレー（夏見円、石田正子、福田修子、柏原理子）8位（57分40秒4）

### スキージャンプ
役員
- 監督：斉藤智治（東実物産）
- コーチ：カリ・ユリアンティラ（全日本スキー連盟）、菅野範弘（東京美装興業）
- トレーナー：ヤンネ・カルピネン（全日本スキー連盟）

ラージヒル団体、ノーマルヒル、ラージヒル
- 葛西紀明（土屋ホーム）
  - ノーマルヒル 17位（予選105.5m/133.5、決勝99.0m/120.5＋100.5m/124.0＝244.5）
  - ラージヒル 8位（予選142.5m/143.5、決勝121.5m/105.7＋135.0m/133.5＝239.2）
- 伊東大貴（チーム雪印）
  - ノーマルヒル 15位（予選104.5m/134.5、決勝100.5m/125.0＋100.0m/124.5＝249.5）
  - ラージヒル 20位（予選139.5m/142.6、決勝117.0m/95.6＋128.5m/121.3＝216.9）
- 栃本翔平（チーム雪印）
  - ノーマルヒル 37位（決勝1回目で敗退）（予選95.0m/111.0、決勝93.5m/108.5）
  - ラージヒル 45位（決勝1回目で敗退）（予選130.0m/123.4、決勝105.5m/73.4）
- 竹内択（北野建設）
  - ノーマルヒル 34位（決勝1回目で敗退）（予選96.0m/113.5、決勝94.5m/110.5）
  - ラージヒル 37位（決勝1回目で敗退）（予選129.5m/121.6、決勝110.5m/83.9）
- 岡部孝信（チーム雪印） - 出場機会無し[4]

- ラージヒル団体 5位（1007.7）
  - 1本目484.7（伊東大貴129.5m/122.1、竹内択125.5m/113.4、栃本翔平128.0m/118.4、葛西紀明133.5m/130.8）
  - 2本目523.0（伊東大貴133.5m/130.8、竹内択129.5m/122.1、栃本翔平132.0m/126.6、葛西紀明140.0m/143.5）

### ノルディック複合
役員
- 監督：成田収平（アインズ）
- コーチ：河野孝典（野沢温泉スキークラブ）、阿部雅司（東京美装興業）
- トレーナー：エサ・ツェッターマン（全日本スキー連盟）
- 加藤大平（サッポロノルディックスキークラブ）
  - ノーマルヒル 24位（ジャンプ96.5m/114.0＋距離25分43秒9）
  - ラージヒル 30位（ジャンプ112.5m/90.2＋距離26分11秒0）
- 小林範仁（東京美装興業）
  - ノーマルヒル 7位（ジャンプ99.0m/121.0＋距離25分11秒0）
  - ラージヒル 27位（ジャンプ112.0m/90.5＋距離26分00秒1）
- 高橋大斗（土屋ホーム）
  - ノーマルヒル 27位（ジャンプ98.0m/119.5＋距離26分21秒0）
- 湊祐介（東京美装興業）
  - ラージヒル 26位（ジャンプ110.0m/87.0＋距離25分30秒0）
- 渡部暁斗（早稲田大学）
  - ノーマルヒル 21位（ジャンプ96.5m/114.5＋距離25分41秒0）
  - ラージヒル 9位（ジャンプ125.0m/112.5＋距離25分23秒7）

- 団体 6位（加藤大平、高橋大斗、渡部暁斗、小林範仁）
  - 前半ジャンプ・ラージヒル 475.9（高橋大斗136.5m/132.2、渡部暁斗125.0m/112.0、小林範仁124.0m/110.0、加藤大平132.5m/121.7）
  - 後半距離4×5kmリレー 50分04秒8

### フリースタイルスキー
役員
- 監督：林辰男（三栄実業）
- コーチ：高野弥寸志（リステル猪苗代）、ヤンネ・ラハテラ（全日本スキー連盟）、新井まゆみ（リステル猪苗代）、村野友紀（ムラノ）、関口智之（グローバルボイス）
- トレーナー：寒川美奈（北海道大学）、鈴木岳（R-body project）、石川寛泰（アスリート治療院）

男子モーグル
- 西伸幸（白馬村スキークラブ）9位（予選23.52点、決勝25.11点）
- 附田雄剛（リステル）17位（予選23.80点、決勝22.74点）
- 尾崎快（英語版）（早稲田大学）24位（予選敗退）（予選22.07点）
- 遠藤尚（忍建設）7位（予選24.36点、決勝25.38点）

男子スキークロス
- 瀧澤宏臣（トーヨータイヤ）29位（1回戦敗退）

女子モーグル
- 上村愛子（北野建設）4位（予選24.31点、決勝24.68点）
- 村田愛里咲（北翔大学）8位（予選22.99点、決勝23.22点）
- 伊藤みき（中京大学）12位（予選21.81点、決勝21.63点）
- 里谷多英（フジテレビ）19位（予選22.15点、決勝12.85点）

女子スキークロス
- 福島のり子（ICI石井スポーツ）22位（1回戦敗退）

### スノーボード
役員
- 監督：萩原文和（P&C尾瀬）
- コーチ：綿谷直樹（全日本スキー連盟）、治部忠重（全日本スキー連盟）、上島しのぶ（全日本スキー連盟）、五十嵐幸太（全日本スキー連盟）、佐々木康友（全日本スキー連盟）、安岡伝夫（力舎）
- トレーナー：綿谷美佐子（全日本スキー連盟）

男子ハーフパイプ
- 青野令（松山大学）9位（予選43.1点、決勝32.9点）
- 工藤洸平（シーズ）14位（準決勝敗退）（予選37.1点、準決勝33.5点）
- 國母和宏 （東海大学）8位（予選42.5点、決勝35.7点）
- 村上大輔（クルーズ）27位（予選敗退）（予選23.5点）

男子パラレル大回転
- 野藤優貴（ゲットアップ）27位（予選敗退）（予選1分23秒88）

女子ハーフパイプ
- 岡田良菜（フッド）29位（予選敗退）（予選7.2点）
- 中島志保（桃源郷ク）13位（準決勝敗退）（予選31.4点、準決勝34.9点）
- 山岡聡子（アネックス）16位（準決勝敗退）（予選37.0点、決勝30.6点）

女子パラレル大回転
- 竹内智香（ロイズ） 13位（1回戦敗退）（予選1分24秒42、1回戦タイム差12秒68）
- 家根谷依里（へそ曲りク）21位（予選敗退）（予選1分26秒39）

女子スノーボードクロス
- 土井奈津子（クルーズ）14位（準々決勝敗退）（予選1分31秒23、準々決勝3組3位）
- 藤森由香（アルビレックス新潟）棄権[5]

## スケート

### スピードスケート
役員
- 監督：今村俊明（日本電産サンキョー）
- コーチ：長田照正（富士急行）、羽田雅樹（ダイチ）、結城匡啓（信州大学教育学部）、菱沼雅仁（アレフ）、川原正行（帯広市役所）、高村洋平（日本電産サンキョー）、長岡弥生（岸本医科学研究所）、櫻井知克士（帯広市立緑園中学校）
- ドクター：村上成道（社会医療法人財団慈泉会 相澤病院）
- トレーナー：門馬崇文（わたなべ整形外科）、福田崇（筑波大学）、鹿野里美（グローバルスポーツ医学研究所）
- 総務：ハガード敬子（関西大学）、濱谷公宏（日本スケート連盟）
- 技術スタッフ：湯田淳（日本女子体育大学）、黒岩悟（ミズノ）

男子
- 及川佑（びっくりドンキー）
  - 500m13位（35秒174＋35秒254＝70秒42）
- 太田明生（JR北海道）
  - 500m17位（35秒315＋35秒347＝70秒66）
- 加藤条治（日本電産サンキョー）
  - 500ｍ3位（34秒937＋35秒076＝70秒01）
- 長島圭一郎（日本電産サンキョー）
  - 500m2位（35秒108＋34秒876＝69秒98）
  - 1000m37位（1分12秒71）
- 小原唯志（日本電産サンキョー）
  - 1,000m17位（1分10秒51）
- 羽賀亮平（日本大学）
  - 1,000m29位（1分11秒46）
- 杉森輝大（吉羽木材）
  - 1,000m26位（1分11秒13）
  - 1,500m26位（1分49秒19）
- 土井槙悟（医療法人社団博愛会開西病院）
  - 1,500m30位（1分49秒77）
- 出島茂幸（十六銀行）
  - 5,000m27位（6分43秒82）
- 平子裕基（医療法人社団博愛会開西病院）
  - 5,000m19位（6分33秒90）
  - 10,000m11位（13分37秒56）
- 団体パシュート（杉森輝大、土井槙悟、出島茂幸、平子裕基）8位
  - 準々決勝●（杉森輝大、出島茂幸、平子裕基・3分48秒15）○アメリカ
  - 7・8位決定戦●（杉森輝大、出島茂幸、平子裕基・3分49秒11）○スウェーデン

女子
- 石沢志穂（岸本医科学研究所）
  - 3,000m15位（4分15秒62）
  - 5,000m9位（7分12秒23）
- 岡崎朋美（富士急行）
  - 500m16位（38秒971＋39秒060＝78秒03）
  - 1,000m34位（1分19秒41）
- 小平奈緒（相澤病院スポーツ障害予防治療センター）
  - 500m12位（38秒835＋38秒797＝77秒63）
  - 1,000m5位（1分16秒80）
  - 1,500m5位（1分58秒20）
- 髙木美帆（幕別町立札内中学校）
  - 1,000m35位（1分19秒53）
  - 1,500m23位（2分01秒86）
- 田畑真紀（ダイチ）
  - 1,500m19位（2分00秒12）
- 名取英理（十六銀行）
  - 3,000m21位（4分18秒18）
- 新谷志保美（竹村製作所）
  - 500m14位（38秒964＋38秒765＝77秒72）
- 穂積雅子（ダイチ）
  - 3,000m6位（4分07秒36）
  - 5,000m7位（7分04秒96）
- 吉井小百合（日本電産サンキョー）
  - 500m5位（38秒566＋38秒432＝76秒99）
  - 1,000m15位（1分17秒81）
  - 1,500m26位（2分02秒26）
- 団体パシュート（小平奈緒、髙木美帆、田畑真紀、穂積雅子）2位
  - 準々決勝○（小平奈緒、田畑真紀、穂積雅子・3分02秒89）●韓国
  - 準決勝○（小平奈緒、田畑真紀、穂積雅子・3分02秒73）●ポーランド
  - 決勝●（小平奈緒、田畑真紀、穂積雅子・3分02秒84）○ドイツ

### フィギュアスケート
役員
- 監督：吉岡伸彦（千葉大学）
- コーチ：小林芳子（関西学院大学）、小林れい子（同志社大学）、長光歌子（関西大学）、ニコライ・モロゾフ、織田憲子（関西大学アイスアリーナ）、佐藤信夫（新横浜プリンスホテル）、タチアナ・タラソワ、シャネッタ・フォレ、長久保裕（邦和スポーツランド）、伊東秀仁（ジェノスグループ）
- トレーナー：加藤修（O.Kトレーナーズルーム）、渡部文緒（Bright Body ACTIVE HEALTH研究所）、牧野講平（森永製菓）、川梅義一（鍼灸マッサージ・プラムツリー）
- 総務：松村達郎（日本スケート連盟）

男子シングル
- 髙橋大輔（関西大学大学院）3位（SP:90.25＋FS:156.98＝247.23）
- 織田信成（関西大学）7位（SP:84.85＋FS:153.69＝238.54）
- 小塚崇彦（トヨタ自動車）8位（SP:79.59＋FS:151.60＝231.19）

女子シングル
- 浅田真央（中京大学）2位（SP:73.78＋FS:131.72＝205.50）
- 安藤美姫（トヨタ自動車）5位（SP:64.76＋FS:124.10＝188.86）
- 鈴木明子（邦和スポーツランド）8位（SP:61.02＋FS:120.42＝181.44）

アイスダンス
- キャシー・リード、クリス・リード（木下工務店クラブ東京）17位（CD:29.49＋OD:50.81＋FS:79.30＝159.60）

### ショートトラックスピードスケート
役員
- 監督：柏原幹史（柏原工務店）
- コーチ：椿文子（メディカルフィットネス とちの木）、金善台（日本スケート連盟）
- トレーナー：嵯峨野淳（同友会 藤沢湘南台病院）
- 技術スタッフ：小寺武大（トヨタ自動車）、杉尾憲一（サンコー）
- ドクター：福田潤（同友会 藤沢湘南台病院）

男子
- 藤本貴大（セルモ）
  - 500m26位（予選敗退）（予選42秒366）
  - 1,000m27位（予選敗退）（予選1分26秒359）
  - 1,500m17位（準決勝敗退）（予選2分16秒155、準決勝2分15秒984）
- 高御堂雄三（トヨタ自動車）
  - 1,000m20位（予選敗退）（予選1分26秒074）
  - 1,500m29位（予選敗退）（予選2分15秒402）
- 吉沢純平（とらふぐ亭）
  - 500m14位（準々決勝敗退）（予選42秒158、準々決勝41秒906）
  - 1,500m18位（準決勝敗退）（予選2分30秒701、準決勝2分15秒129）

女子
以下の5人で3,000mリレーにも出場。
- 酒井裕唯（早稲田大学）
  - 500m17位（予選敗退）（予選44秒331）
- 伊藤亜由子（トヨタ自動車）
  - 1,000m18位（予選敗退）（予選1分31秒137）
- 貞包紘子（サテライト）
  - 1,500m12位（予選2分28秒046、準決勝2分24秒901、9－12位決定戦2分43秒135）
- 小澤美夏（サンコー）
  - 1,000m15位（準々決勝敗退）（予選1分32秒577、準々決勝1分32秒183）
  - 1,500m33位（予選失格）
- 桜井美馬（早稲田大学）
  - 500m27位（予選敗退）（予選45秒146）
  - 1,000m23位（予選敗退）（予選1分36秒416）
  - 1,500m28位（予選敗退）（予選2分30秒458）
- 3,000mリレー7位
  - 予選2組（伊藤亜由子、小澤美夏、酒井裕唯、桜井美馬）4分13秒752
  - 5－8位決定戦（伊藤亜由子、貞包紘子、酒井裕唯、桜井美馬）4分28秒745

## バイアスロン
役員
- 監督：風間淳（陸上自衛隊）
- コーチ：渡部恒（陸上自衛隊）

男子
- 井佐英徳（陸上自衛隊） 
  - 10kmスプリント68位（27分42秒2）
  - 20km83位（58分06秒2）

女子
- 鈴木芙由子（陸上自衛隊）
  - 7.5kmスプリント44位（21分58秒0）
  - 10kmパシュート54位（36分41秒9）
  - 15km53位（46分30秒3）

## ボブスレー

### ボブスレー
役員
- 監督：山夲忠宏（長野県長野商業高等学校）
- コーチ：石井和男（日本ボブスレー・リュージュ連盟）
- コーチ：沼崎久幸（岩見沢市立明成中学校）

男子
- 鈴木寛（マネックス証券） - 2人乗り、4人乗り
- 小林竜一（鳥取県体育協会） - 2人乗り、4人乗り
- 土井川真二（日本レストランシステム） - 4人乗り
- 宮内優（モンテローザ） - 4人乗り

|         | 選手名                  | 順位              | 総合タイム | 1回戦          | 2回戦          | 3回戦          | 4回戦 |
| ------- | ----------------------- | ----------------- | ---------- | -------------- | -------------- | -------------- | ----- |
| 2人乗り | 鈴木 小林               | 21位（3回戦敗退） | 2分39秒67  | 53秒24（23位） | 53秒30（21位） | 53秒13（21位） |       |
| 4人乗り | 鈴木、小林 土井川、宮内 | 21位（3回戦敗退） | 2分38秒78  | 52秒09         | 54秒16         | 52秒53         |       |

各組上位20位までが予選突破
女子
- 桧野真奈美（北斗病院）
- 浅津このみ（海野ビル）

|         | 選手名    | 順位 | 総合タイム | 1回戦          | 2回戦          | 3回戦          | 4回戦          |
| ------- | --------- | ---- | ---------- | -------------- | -------------- | -------------- | -------------- |
| 2人乗り | 桧野 浅津 | 16位 | 3分38秒38  | 54秒64（19位） | 54秒78（20位） | 54秒65（17位） | 54秒31（15位） |

### スケルトン
役員
- 監督：髙橋宏臣（岩手県スポーツ振興事業団）
- コーチ：稲田勝（太陽グループ）
- トレーナー：松本整（クラブコング）

男子
| 選手名   | 所属         | 順位 | 総合タイム | 1回戦          | 2回戦          | 3回戦          | 4回戦          |
| -------- | ------------ | ---- | ---------- | -------------- | -------------- | -------------- | -------------- |
| 田山真輔 | システックス | 19位 | 3分35秒17  | 53秒94（19位） | 53秒84（18位） | 54秒03（21位） | 53秒36（18位） |
| 越和宏   | システックス | 20位 | 3分35秒28  | 54秒02（20位） | 54秒10（20位） | 53秒74（19位） | 53秒42（19位） |

女子
- 小室希（仙台大学大学院）失格[6]

## リュージュ
監督：百瀬定雄（聖徳大学大学院）

コーチ：髙松一彦（日本ボブスレー・リュージュ連盟）
男子1人乗り
| 選手名   | 所属         | 順位 | 総合タイム | 1回戦           | 2回戦           | 3回戦           | 4回戦           |
| -------- | ------------ | ---- | ---------- | --------------- | --------------- | --------------- | --------------- |
| 小口貴久 | ホテルルーエ | 30位 | 3分19秒043 | 49秒542（30位） | 49秒780（30位） | 49秒818（31位） | 49秒903（32位） |

女子1人乗り
| 選手名   | 所属       | 順位 | 総合タイム | 1回戦           | 2回戦           | 3回戦           | 4回戦           |
| -------- | ---------- | ---- | ---------- | --------------- | --------------- | --------------- | --------------- |
| 原田窓香 | 信州大学   | 26位 | 2分50秒480 | 42秒608（26位） | 42秒112（16位） | 42秒572（20位） | 43秒188（26位） |
| 安田文   | 北海道連盟 | 失格 |            |                 |                 |                 |                 |

## カーリング
日本からは女子のみが参加した。
役員
- チームリーダー：佐藤健一（青森公立大学）
- 監督：阿部晋也（日本カーリング協会）
- コーチ：ミキ・フジ・ロイ
- トレーナー：髙橋小夜利（国立スポーツ科学センター）

選手
チーム青森。以下、所属メンバー
- 目黒萌絵（みちのく銀行・キャプテン）
- 本橋麻里（NTTラーニングシステムズ）
- 石崎琴美（木浪学園）
- 山浦麻葉（東奥日報）
- 近江谷杏菜（青森市役所）

成績
1次リーグ敗退（3勝6敗）
- 第1戦（現地時間2月16日14:00/日本時間2月17日7:00）

|                | 1 | 2 | 3 | 4 | 5 | 6 | 7 | 8 | 9 | 10 | R |
| -------------- | - | - | - | - | - | - | - | - | - | -- | - |
| アメリカ合衆国 | 1 | 2 | 0 | 1 | 0 | 2 | 0 | 1 | 0 | 0  | 7 |
| 日本           | 0 | 0 | 1 | 0 | 3 | 0 | 3 | 0 | 1 | 1  | 9 |

1. リード石崎、セカンド本橋、サード近江谷、フォース (S)目黒、リザーブ山浦

- 第2戦（2月17日9:00/2月18日2:00）

|        | 1 | 2 | 3 | 4 | 5 | 6 | 7 | 8 | 9 | 10 | R |
| ------ | - | - | - | - | - | - | - | - | - | -- | - |
| 日本   | 0 | 3 | 0 | 0 | 0 | 2 | 0 | 0 | 1 | 0  | 6 |
| カナダ | 0 | 0 | 2 | 0 | 2 | 0 | 0 | 1 | 0 | 2  | 7 |

1. リード石崎、セカンド本橋、サード近江谷、フォース (S)目黒、リザーブ山浦

- 第3戦（2月18日14:00/2月19日7:00）

|      | 1 | 2 | 3 | 4 | 5 | 6 | 7 | 8 | 9 | 10 | R |
| ---- | - | - | - | - | - | - | - | - | - | -- | - |
| 中国 | 2 | 0 | 0 | 0 | 2 | 0 | 2 | 0 | 0 | 3  | 9 |
| 日本 | 0 | 1 | 0 | 1 | 0 | 1 | 0 | 2 | 0 | 0  | 5 |

1. リード石崎、セカンド本橋、サード近江谷、フォース (S)目黒、リザーブ山浦

- 第4戦（2月19日19:00/2月20日12:00）

|          | 1 | 2 | 3 | 4 | 5 | 6 | 7 | 8 | 9 | 10 | R  |
| -------- | - | - | - | - | - | - | - | - | - | -- | -- |
| イギリス | 0 | 0 | 1 | 0 | 2 | 0 | 0 | 1 | 0 | X  | 4  |
| 日本     | 1 | 0 | 0 | 3 | 0 | 1 | 1 | 0 | 5 | X  | 11 |

1. 9エンドギブアップ
2. リード石崎、セカンド本橋、サード近江谷、フォース (S)目黒、リザーブ山浦

- 第5戦（2月21日9:00/2月22日2:00）

|        | 1 | 2 | 3 | 4 | 5 | 6 | 7 | 8 | 9 | 10 | 11 | R  |
| ------ | - | - | - | - | - | - | - | - | - | -- | -- | -- |
| ロシア | 0 | 0 | 0 | 3 | 3 | 0 | 0 | 2 | 0 | 1  | 0  | 9  |
| 日本   | 0 | 0 | 0 | 0 | 0 | 3 | 3 | 0 | 3 | 0  | 3  | 12 |

1. 延長11エンド
2. リード石崎、セカンド本橋、サード近江谷、フォース (S)目黒、リザーブ山浦

- 第6戦（2月21日19:00/2月22日12:00）

|        | 1 | 2 | 3 | 4 | 5 | 6 | 7 | 8 | 9 | 10 | R |
| ------ | - | - | - | - | - | - | - | - | - | -- | - |
| 日本   | 0 | 0 | 0 | 1 | 0 | 2 | 0 | 1 | 0 | 2  | 6 |
| ドイツ | 0 | 2 | 1 | 0 | 1 | 0 | 1 | 0 | 2 | 0  | 7 |

1. リード石崎、セカンド近江谷、サード本橋、フォース (S)目黒、リザーブ山浦

- 第7戦（2月22日14:00/2月23日7:00）

|        | 1 | 2 | 3 | 4 | 5 | 6 | 7 | 8 | 9 | 10 | R  |
| ------ | - | - | - | - | - | - | - | - | - | -- | -- |
| 日本   | 1 | 0 | 1 | 0 | 1 | 0 | 1 | 0 | X | X  | 4  |
| スイス | 0 | 2 | 0 | 4 | 0 | 2 | 0 | 2 | X | X  | 10 |

1. 8エンドギブアップ
2. リード石崎、セカンド近江谷、サード本橋、フォース (S)目黒、リザーブ山浦

- 第8戦（2月23日9:00/2月24日2:00）

|              | 1 | 2 | 3 | 4 | 5 | 6 | 7 | 8 | 9 | 10 | R  |
| ------------ | - | - | - | - | - | - | - | - | - | -- | -- |
| 日本         | 0 | 1 | 0 | 1 | 0 | 3 | 0 | 1 | 0 | X  | 6  |
| スウェーデン | 2 | 0 | 3 | 0 | 1 | 0 | 2 | 0 | 2 | X  | 10 |

1. 9エンドギブアップ
2. リード石崎、セカンド山浦、サード本橋、フォース (S)目黒、リザーブ近江谷

- 最終戦（2月23日19:00/2月24日12:00）

|            | 1 | 2 | 3 | 4 | 5 | 6 | 7 | 8 | 9 | 10 | R |
| ---------- | - | - | - | - | - | - | - | - | - | -- | - |
| 日本       | 0 | 0 | 0 | 2 | 0 | 2 | 0 | 0 | 1 | X  | 5 |
| デンマーク | 0 | 0 | 3 | 0 | 1 | 0 | 0 | 3 | 0 | X  | 7 |

1. 9エンドギブアップ
2. リード石崎、セカンド山浦、サード本橋、フォース (S)目黒、リザーブ近江谷

## 選手団本部
- 団長：橋本聖子（JOC理事、日本スケート連盟会長）
- 副団長：笠谷幸生（JOC理事、選手強化副本部長、強化育成専門委員会副委員長、全日本スキー連盟常務理事）
- 総監督：鈴木惠一（評議員、選手強化本部常任委員、強化育成専門委員会委員、日本スケート連盟理事）
- 本部役員（競技担当）：古川年正（選手強化本部常任委員、全日本スキー連盟競技本部長）
- 本部役員：細倉浩司（JOC)
- アタッシェ：鈴木勇志（在バンクーバー日本国総領事館）
- 本部員：柳谷直哉、萩原直樹、須川智弘、髙橋ダニエル克弥（以上、4名共JOC)
- メディカルスタッフ（ドクター）：奥脇透（医学サポート部会副部会長）
- メディカルスタッフ（ドクター）：石田浩之（医学サポート部会部会員）
- メディカルスタッフ（ドクター）：渡邉耕太（医学サポート部会部会員）
- メディカルスタッフ（トレーナー）：吉田真（医学サポート部会部会員）
- 本部員（輸送担当）：村澤雅弘、篠原史郎、勝澤正人（以上、3名共近畿日本ツーリスト）
- 本部員（情報担当）：白井克佳（情報戦略部会員）

上記のほか、プレスアタッシェ1名、競技・成績・記録収集・報告書作成のため2名参加